# شهرستان کوچوبامبا
شهرستان کوچوبامبا (به اسپانیایی: Departamento de Cochabamba) یکی از  بخش در بولیوی است که در بولیوی واقع شده‌است. شهرستان کوچوبامبا ۵۵٬۶۳۱ کیلومتر مربع مساحت و ۱٬۷۵۸٬۱۴۳ نفر جمعیت دارد و ۲٬۵۷۴ متر بالاتر از سطح دریا واقع شده‌است.